# Campeonato de Futsal de la OFC 1999
El Campeonato de Futsal de la OFC 2000 se llevó a cabo en Port Vila, Vanuatu del 21 al 28 de agosto y contó con la participación de 7 selecciones mayores de Oceanía, 3 más que en la edición anterior.
Australia, campeón de las dos ediciones anteriores, retuvo el título luego de ser quien sumara más puntos en la fase final del torneo.

## Resultados
| País               | J | G | E | P | GF | GC | GD  | PTS |
| ------------------ | - | - | - | - | -- | -- | --- | --- |
| Australia          | 6 | 6 | 0 | 0 | 41 | 4  | +37 | 18  |
| Fiyi               | 6 | 4 | 1 | 1 | 27 | 15 | +12 | 13  |
| Vanuatu            | 6 | 3 | 2 | 1 | 22 | 14 | +8  | 11  |
| Papúa Nueva Guinea | 6 | 3 | 1 | 2 | 23 | 16 | +7  | 10  |
| Nueva Zelanda      | 6 | 2 | 0 | 4 | 12 | 34 | -22 | 6   |
| Samoa              | 6 | 1 | 0 | 5 | 19 | 40 | -21 | 3   |
| Islas Cook         | 6 | 0 | 0 | 6 | 6  | 27 | -21 | 0   |

| Equipo 1           | Resultado | Equipo 2           |
| ------------------ | --------- | ------------------ |
| Nueva Zelanda      | 3-2       | Islas Cook         |
| Fiyi               | 1-3       | Australia          |
| Papúa Nueva Guinea | 2-2       | Vanuatu            |
| Samoa              | 1-13      | Australia          |
| Nueva Zelanda      | 2-4       | Vanuatu            |
| Fiyi               | 2-1       | Papúa Nueva Guinea |
| Islas Cook         | 0-5       | Vanuatu            |
| Samoa              | 4-6       | Papúa Nueva Guinea |
| Nueva Zelanda      | 1-7       | Fiyi               |
| Australia          | 7-1       | Papúa Nueva Guinea |
| Islas Cook         | 1-4       | Fiyi               |
| Samoa              | 3-4       | Nueva Zelanda      |
| Vanuatu            | 5-5       | Fiyi               |
| Australia          | 10-1      | Nueva Zelanda      |
| Islas Cook         | 3-5       | Samoa              |
| Papúa Nueva Guinea | 8-1       | Nueva Zelanda      |
| Vanuatu            | 6-2       | Samoa              |
| Australia          | 5-0       | Islas Cook         |
| Fiyi               | 8-4       | Samoa              |
| Papúa Nueva Guinea | 5-0       | Islas Cook         |
| Vanuatu            | 0-3       | Australia          |

## Campeón
| Campeonato de Futsal de la OFC 2000 |
| ----------------------------------- |
| Bandera de Australia                |
| Australia 3º Título                 |

## Clasificado al Mundial
- Australia